# Марк Гучко
Марк Гучко (словац. Mark Hučko, рід. 15 вересня 1947, Братислава) — словацький лінгвіст, творець таких мов як, словіо, Blitz English, Ruskio та Rusanto. У 1968 році емігрував до Канади, з 1984 року жив у Швейцарії . У 2011 році повернувся до Словаччини. Не є визнаним лінгвістом.